# 222 Lucia
222 Lucia è un asteroide della fascia principale del diametro medio di circa 54,66 km. Scoperto nel 1882, presenta un'orbita caratterizzata da un semiasse maggiore pari a 3,1355237 UA e da un'eccentricità di 0,1389793, inclinata di 2,15786° rispetto all'eclittica.
Il suo nome fu dedicato alla figlia dell'esploratore Graf Wilczek.